# 鴨脷洲徑
鴨脷洲徑（英語：Ap Lei Chau Drive）是通往利東邨道和鴨脷洲海旁道的必經之路。由於車流量高，該徑毎天的繁忙時間都非常擠塞。

## 鄰近建築物
- 深灣軒

## 交匯道路
- 鴨脷洲橋道
- 利東邨道
- 鴨脷洲海傍道